# 康科德 (印地安納州蒂珀卡努縣)
康科德（英語：Concord）是位於美國印地安納州蒂珀卡努縣的一個非建制地區。該地的面積和人口皆未知。

## 地理
康科德海拔高度為732英呎。而該地所採用的時區為UTC-5，即北美東部時區（EST）。同時該地設有夏令時間，為UTC-5調快一小時，即UTC-4（EDT）。